# Восточная базилика (Херсонес)
Восточная базилика — остатки раннехристианского храма VI—VII веков в Херсонесе Таврическом.

## История
Христианский храм был построен в конце VI—начале VII века на скальном основании и представлял собой трёхнефное, с мозаичными полами, облицованное внутри мраморными плитами, здание в виде базилики. Размеры в плане составляли 34,6×16,4 м. К северной стороне здания примыкал крестообразный храм-мавзолей. Церковь существовала до X века. Базилика в VI—X веке входила в единый культовый комплекс Восточной площади византийского Херсонеса, который состоял не меньше чем из четырёх монументальных церковных сооружений. Храм был открыт в 1876 году раскопками Одесского общества истории и древностей. Археологические исследования проводились в 1908 году Р. Х. Лепером, в 1975—1976 годах — М. И. Золотарёвым. Во время раскопок восточная часть комплекса обрушилась, подмытая морем и культурный слой был уничтожен. Предположительно на месте этого храма мог находиться более ранний, но меньший по размерам, который в конце VI—первой половине VII века подвергся капитальной перестройке. Первоначальному храму могли принадлежать найденные обломки мраморных плит. На одном обломке одной стороны плиты был изображён крест, на другой стороне — изображение Христа, как безбородого юноши с нимбом, подающего руку тонущему Петру, с текстом: «Господь Иисус, подающий руку Петру» (хранится в Эрмитаже). На другой плите изображён Христос, протягивающий руку благословения, с текстом: «Господь Иисус, говорящий Петру и спутникам его: бросьте справа от корабля сеть и поймаете» (хранится в Лувре). На третьей плите сохранились следы изображения головы, а фрагмент текста прочитывается как «Господь Иисус …». Родство этих плит обосновано А. Ю. Виноградовым и что они принадлежали одному декоративному элементу, и датируются IV—V вв..